# Mo (religión)

Símbolo de la cultura religiosa del pueblo Zhuang. Es una imagen del dios Buluotuo, el gran antepasado de la nación Zhuang, que se asocia con el Manantial del universo (el Dios Máximo).

Mo o Moísmo (chino: 麽教; pinyin: Mó jiào) es la religión de la mayoría de los zhuang, la más numerosa minoría étnica de China. Tiene una gran presencia en Guangxi. Aunque tiene un dios supremo, el creador Bu Luotuo (布洛陀), también se venera a otras múltiples deidades. Tiene una teoría de los tres elementos (cielo, tierra y agua). El Mo es animista y enseña que los espíritus están presentes en todas las cosas.
El Mo se desarrolló a partir de las creencias prehistóricas del pueblo zhuang; también tiene similitudes con la religión popular china, y ha desarrollado doctrinas similares a las del budismo y el taoísmo, en el proceso de competencia con la influencia de estas religiones en la cultura zhuang. La Revolución Cultural de China debilitó el Moismo, aunque la religión ha experimentado un renacimiento desde la década de 1980. El Moismo varía de una región a otra.

## Creencias
El Mo tiene una teoría de los tres elementos (cielo, tierra y agua). La religión es animista y enseña que los espíritus están presentes en todo. Los espíritus se consideran inmortales y sujetos a cambios de humor. Mo practica el totemismo y el culto a la reproducción.

### Deidades
En Mo, Bu Luotuo es considerado el dios supremo, creador y fundador de la religión.
La Madre Flor, Me Hoa, es considerada la creadora de la humanidad y la esposa de Bu Luotuo. Como diosa de la reproducción, gobierna un gran jardín de flores doradas (niños) y plateadas (niñas). Quien se comporta con sensatez y buenos sentimientos recibirá buenas flores (es decir, buenos hijos), mientras que quien se comporta con mala sensatez recibe malas flores. Las familias tienen altares para ella.
Otros dioses son Tudigong, que se cree que protege a la aldea; She Shen, que es el espíritu tutelar de la aldea; el Shan Shen ("dios de las montañas"); y el Rey Dragón. El arroz se considera importante, por lo que existe un dios del campo y otro del arroz.

### Cosmología
En el Mo, se cree que los espíritus están presentes en todo, e incluso se considera que las cosas inanimadas, como el agua, tienen alma. Entre los espíritus Mo se incluyen deidades y antepasados, así como demonios.
Se considera que las personas tienen tres almas después de la muerte: Una va al cielo, otra al cementerio y otra vuelve con la familia del difunto. Las almas de los muertos entran en un mundo inferior, pero pueden seguir ayudando a los vivos. Según la religión, las personas que han muerto por violencia pueden convertirse en espíritus malignos.

## Prácticas
Rezar es habitual en esta religión. Los brujos veneran a sus maestros, así como a los fundadores de la brujería en su familia. Hay templos dedicados a los dioses de la tierra. Se rinde culto al dios del Sol y se le hacen ofrendas.
El Mo cuenta con la epopeya sagrada Buluotuo, relativa a la creación del universo y la vida, así como a la forma de llevar una vida religiosamente meritoria. Su transmisión fue originalmente oral.
Según el Mo, cada persona es una flor en el jardín de Molujia, la diosa del nacimiento. El 29 de febrero del almanaque de los campesinos, día del cumpleaños de la diosa, las mujeres recogen flores y le rezan para quedar embarazadas. Se dice que nació en una flor al principio del mundo. Hay un festival para ella, que varía en lugar, fecha y procedimiento ceremonial.
La religión tiene la costumbre de enterrar a los muertos dos veces. Las personas que han muerto por violencia son incineradas para evitar la liberación de posibles espíritus malévolos.

### Chamanes y médiums
Se recurre a médiums, chamanes o hechiceros en los funerales, para tratar enfermedades y alejar el mal.
Mo tiene chamanes femeninas que intentan tratar enfermedades y comunicarse con los antepasados mientras están en trance. La mayoría se reconocen como chamanes tras haber pasado por un estado similar al trance y afirman haberse encontrado con espíritus en este estado. En las zonas rurales, se les considera profetas y curanderas milagrosas. También hay chamanes varones, que sirven en un altar. Se realizan sacrificios de bueyes, pollos y otros animales.

### Culto doméstico
Se considera que una familia completa consta de tres partes: Los descendientes de los mismos antepasados, la tumba y los espíritus de los antepasados. Los espíritus de los antepasados gozan de gran consideración y se considera que protegen a las personas. Regresar al mundo sagrado de los antepasados se considera el mayor fin para el difunto. Con frecuencia, los practicantes del Mo tienen una sala para los antepasados en sus casas, donde se venera a los antepasados de las tres últimas generaciones. En estas salas también se celebran ceremonias de culto a los antepasados en festivales importantes, bodas, defunciones y nacimientos. No está permitido poner carne de perro, gato o serpiente delante de la sala. Los seguidores de Mo sienten una mezcla de miedo y temor hacia sus antepasados, pues creen que éstos pueden apoyarlos o castigarlos a voluntad. Como creen que su destino está en manos de sus antepasados, la familia propicia a los ancestros mediante oraciones y sacrificios.

### Festividades
Los practicantes de Mo celebran las siguientes fiestas de origen chino: la Fiesta de la Primavera, la Fiesta de Qingming, la Fiesta de Duanwu, la Fiesta del Medio Otoño y la Fiesta de Dongzhi. Se realizan rituales regulares en las celebraciones tradicionales prescritas en el calendario anual.
La deidad suprema de Mo es un dios del cielo. Se le rinden sacrificios la mañana del año nuevo.
El Sanyuesan es un festival que se celebra el 3 de marzo del calendario lunar y se considera tan importante como el Qingming. Ese mismo día, antes de que tenga lugar el festival, se realizan sacrificios por los antepasados y se limpian las tumbas. Los adeptos cantan y los chicos están atentos a posibles parejas femeninas.
El ganado se considera sagrado. La Fiesta del Alma del Ganado se celebra el octavo día del cuarto mes lunar, que los seguidores de Mo creen que es el cumpleaños del Rey del Ganado. Ese día, los seguidores van a sus establos y liberan a los animales de su yugo.
La Fiesta de la Rana se celebra durante el primer mes lunar, cuando la gente reza para que llueva y haya una buena cosecha.
La Fiesta de los Fantasmas dura varios días y se basa en la creencia de que los difuntos pueden contactar con sus familiares como fantasmas o por otros medios sobrenaturales. Las familias limpian cuidadosamente sus casas y llevan a cabo otros preparativos; después se da la bienvenida a los fantasmas. Por último, las familias se despiden del fantasma y queman objetos para que los fantasmas sean abastecidos en la otra vida.